# Rafael Vilela
Rafael Carvalho Vilela dos Santos, noto semplicemente come Rafael Vilela (12 marzo 1993), è un giocatore di calcio a 5 brasiliano naturalizzato azero.

## Carriera
Vilela è un pivot mancino di grande fisicità. Ricevuta la cittadinanza azera durante la breve militanza nell'Araz Naxçıvan, Vilela ha disputato tre incontri amichevoli con la selezione caucasica nel dicembre del 2017, dichiarando tuttavia di sperare ancora in una convocazione da parte del Brasile. Il 16 gennaio 2022 viene incluso nella lista definitiva dei convocati dell'Azerbaigian per il campionato europeo 2022.

## Palmarès
- Campionato lettone: 1
Nikars: 2016-17
- Campionato belga: 1
Anderlecht: 2023-24